# Vor daglige brød (film fra 2005)
 For alternative betydninger, se Vor daglige brød. (Se også artikler, som begynder med Vor daglige brød)
Vor daglige brød (tysk: Unser täglich Brot) er en prisvindende dokumentarfilm fra 2005, instrueret, co-produceret og filmet af Nikolaus Geyrhalter. Manuskriptet er skrevet af Wolfgang Widerhofer og Nikolaus Geyrhalter. 
Filmen viser hvordan moderne fødevareproduktionsfirmaer bruger teknologi til at maksimere effektivitet og profit. Den består hovedsageligt af optagelser fra arbejdssituationer uden underliggende fortællerstemme eller interviews, da instruktøren ville forsøge at lade seerne danne deres egen mening om emnet. Navnene på de firmaer, hvor filmen blev optaget vises, med vilje ikke i filmen.
Det er instruktørens mål at give et realistisk syn på de interne arbejdsprocesser i flere fødevareproducerende firmaer i vores moderne samfund.

## Omdannelse af mad
Der vises forskellige former for mad i filmen.
Grise
- Sæd ⇒ grise
- Grise ⇒ kød

Køer
- Sæd ⇒ køer
- Køer ⇒ kød
- Køer ⇒ mælk

Kyllinger
- Æg ⇒ kyllinger
- Kyllinger ⇒ æg
- Kyllinger ⇒ kød

Fisk
- Fisk

Grøntsager
- Tomater i stenuld
- Salater
- Pebere
- Agurker
- Æbler
- Olivenhøst

Andet
- Høst af diverse afgrøder
- Salt fra miner

## Steder og firmaer
Navnene på firmaerne, hvor filmen blev optaget, vises ikke i filmen, men de står skrevet på filmens officielle webside i en brochure:
- Danish Crown (svinekød, bøf), Danmark
- Tasty Tom (tomater)
- Geflügelhof Latschenberger GmbH (æg), Østrig
- Pro Ovo (æg)
- Radatz Fleischwaren (svinekød), Østrig
- Marché Couvert de Ciney (bøf), Belgien
- Abattoir et Marché de Bastogne (kød), Belgien
- Belgian Blue Group s.c.r.l (tyre), Belgien
- Zaklady Drobiarskie ‘Kozieglowy’ Sp.zo.o (kyllinger), Polen
- Nutreco, Skretting, Marine Harvest (fisk), Norge
- Vitana (diverse), Tjekkiet
- Solofino (slikdrys), Østrig
- esco European salt company GmbH & Co. KG (stensalt), Tyskland
- Agrargenossenschaft Cobbelsdorf eG (morgenmadsprodukter), Tyskland
- Kalbescher Werder Agrar GmbH (morgenmadsprodukter?), Tyskland
- Quality Sprout Kerkdriel (???), Holland
- Löhle Thomas Obstbau (frugter), Tyskland
- Salemfrucht GmbH (æbler), Tyskland
- Árpád – Agrár Rt. (diverse), Ungarn
- Chiquita Deutschland (bananer), Tyskland
- Sucatrans BVBA (dyretransporter), Belgien
- The Greenery (grøntsager/frugter), Holland
- Jamnica d.d. (mineralvand), Kroatien
- Ferme la Béole (?), Belgien
- SAD s.r.o.(udstyr?), Slovakiet

## Priser

### Vundet
- Grand Prix, Festival International du Film d'Environnement, Paris, 2006
- EcoCamera Award, Rencontres internationales du documentaire de Montréal, 2006
- Bedste film, Ecocinema International Film Festival Athen 2006
- Honourable Mention, Special Jury Prize – International Feature – Hot Docs Canadian International Documentary Festival Toronto 2006
- Special John Templeton Prize – Visions du Réel, Nyon 2006:
- Special Jury Award – International Documentary Festival Amsterdam 2005

### Nomineret
- European Film Award, Prix Arte, 2006

## Fodnoter
1. ↑  "Interview med Nikolaus Geyrhalter" (PDF). Arkiveret fra originalen (PDF) 28. september 2007. Hentet 19. august 2007.
2. ↑  Burner, Silvia. "Nikolaus Geyrhalter in an interview with Silvia Burner", Nikolaus Geyrhalter Filmproduktion, 2005
3. ↑  "brochure-pdf". Arkiveret fra originalen 8. februar 2007. Hentet 19. august 2007.